# Nguyễn Hòa (trung tướng)
Nguyễn Hòa (sinh năm 1923 - mất năm 2001) là một tướng lĩnh, quân hàm Trung tướng Quân đội nhân dân Việt Nam. Ông từng là Trưởng Đoàn Chuyên gia Quân sự Việt Nam tại Lào, Phó Tư lệnh Bộ Tư lệnh 959, Phó Tư lệnh Binh đoàn 679. Ông từng là Ủy viên Ban Chấp hành Trung ương Đảng Cộng sản Việt Nam khoá V (1982-1986).

## Xuất thân
Ông quê quán ở xã Quảng Hòa, huyện Quảng Trạch, tỉnh Quảng Bình.

## Sự nghiệp
Năm 1952, ông là Trung đoàn trưởng Trung đoàn 18.
Ông được phong Trung tướng vào năm 1989.